# Bobova
Bobova (cyr. Бобова) – wieś w Serbii, w okręgu kolubarskim, w mieście Valjevo. W 2011 roku liczyła 309 mieszkańców.